# 松田彩音
松田 彩音（まつだ あやね、2003年7月13日 - ）は、日本の女性声優。神奈川県出身。ホーリーピーク所属。

## 略歴
中学生の頃に声優を目指すようになり、京都にいた時は『響け！ユーフォニアム』のポスターを見かけたことで同作を知り、大好きな作品として挙げていた。2024年には第3期の『響け！ユーフォニアム3』の上石弥生役に抜擢された。
2019年8月に開催された大沢事務所による初のオーディション「第1回 大沢事務所 新人声優発掘オーディション」にて合格。2022年4月より大沢事務所に所属。同期に大木咲絵子がいる。
2024年12月4日、11月から続く体調不良により治療を優先するため休養することが所属事務所の公式サイトにて発表された。2025年3月22日、体調回復により活動を再開すると発表した。
2025年3月31日をもって大沢事務所を退所し、4月1日よりホーリーピークに所属。

## 人物
趣味は百人一首、食べること、子供の歌を聴いたり歌ったりすること。特技は高速瞬き、お湯の温度40度が手の感覚だけでわかること。

## 出演
太字はメインキャラクター。

### テレビアニメ
2021年
- 裏世界ピクニック（学生、街の人たち）

2022年
- トモダチゲーム（女子）
- クレヨンしんちゃん（園児A）

2023年
- 氷属性男子とクールな同僚女子

2024年
- 花野井くんと恋の病（女子生徒）
- 響け!ユーフォニアム3（上石弥生、吹奏楽部員）
- ブルーロック VS. U-20 JAPAN（生徒）

2025年
- まったく最近の探偵ときたら（翌檜のファン）

### 劇場アニメ
- 特別編 響け!ユーフォニアム〜アンサンブルコンテスト〜（2023年）

### Webアニメ
- トニカクカワイイ 女子高編（2023年、紅蛍[22]）

### ゲーム
- セガNET麻雀 MJ（2024年、スーアンコウ[23]）
- 学園アイドルマスター（2024年 - 2025年、花海佑芽[24]）

### 舞台
- メイホリックシアター17 朗読劇『白きは沈黙の街で』（2024年11月14日、CBGKシブゲキ!!） - ミルキ 役（紫月杏朱彩とのダブルキャスト）[25]

### その他コンテンツ
- GCN文庫『フェアリー・バレット－機巧乙女と偽獣兵士－』（2024年、テレビCMナレーション[26][27]）

## ディスコグラフィ

### キャラクターソング
| 発売日         | 商品名                                                                        | 歌                                                                       | 楽曲                                              | 備考                                 |
| -------------- | ----------------------------------------------------------------------------- | ------------------------------------------------------------------------ | ------------------------------------------------- | ------------------------------------ |
| 2024年12月11日 | 学園アイドルマスター Season Solo Collection Vol.4「White Night! White Wish!」 | 藤田ことね（飯田ヒカル）、葛城リーリヤ（花岩香奈）、花海佑芽（松田彩音） | 「White Night! White Wish!」                      | ゲーム『学園アイドルマスター』関連曲 |
| 2024年12月11日 | 学園アイドルマスター Season Solo Collection Vol.4「White Night! White Wish!」 | 花海佑芽（松田彩音）                                                     | 「White Night! White Wish!」                      | ゲーム『学園アイドルマスター』関連曲 |
| 2025年1月15日  | 花海佑芽 1st Single「The Rolling Riceball」                                   | 花海佑芽（松田彩音）                                                     | 「The Rolling Riceball」 「初」 「Campus mode!!」 | ゲーム『学園アイドルマスター』関連曲 |
| 2025年2月8日   | ENDLESS DANCE                                                                 | 花海佑芽（松田彩音）、秦谷美鈴（春咲暖）、十王星南（陽高真白）           | 「ENDLESS DANCE」                                 | ゲーム『学園アイドルマスター』関連曲 |
| 2025年2月14日  | 学園アイドルマスター Season Solo Collection Vol.5「ハッピーミルフィーユ」     | 花海佑芽（松田彩音）                                                     | 「ハッピーミルフィーユ」                          | ゲーム『学園アイドルマスター』関連曲 |
| 2025年3月3日   | 学園アイドルマスター Season Solo Collection Vol.6「雪解けに」                 | 花海佑芽（松田彩音）                                                     | 「雪解けに」                                      | ゲーム『学園アイドルマスター』関連曲 |
| 2025年4月9日   | 学園アイドルマスター Season Solo Collection Vol.7「桜フォトグラフ」           | 花海佑芽（松田彩音）                                                     | 「桜フォトグラフ」                                | ゲーム『学園アイドルマスター』関連曲 |
| 2025年5月17日  | 標                                                                            | 初星学園                                                                 | 「標」                                            | ゲーム『学園アイドルマスター』関連曲 |
| 2025年6月上旬  | 花海佑芽 誕生日記念Single「つよつよ最強エクササイズ」                         | 花海佑芽（松田彩音）                                                     | 「つよつよ最強エクササイズ」                      | ゲーム『学園アイドルマスター』関連曲 |
| 2025年7月5日   | がむしゃらに行こう！                                                          | 花海佑芽（松田彩音）、秦谷美鈴（春咲暖）、十王星南（陽高真白）           | 「がむしゃらに行こう！」                          | ゲーム『学園アイドルマスター』関連曲 |
| 2025年7月12日  | Howling over the World                                                        | 花海佑芽（松田彩音）、秦谷美鈴（春咲暖）、十王星南（陽高真白）           | 「Howling over the World」                        | ゲーム『学園アイドルマスター』関連曲 |
| 2025年7月19日  | ミラクルナナウ(ﾟ∀ﾟ)！                                                         | 花海佑芽（松田彩音）、秦谷美鈴（春咲暖）、十王星南（陽高真白）           | 「ミラクルナナウ(ﾟ∀ﾟ)！」                         | ゲーム『学園アイドルマスター』関連曲 |
| 2025年11月19日 | Begrazia 1st Single「Star-mine」                                              | Begrazia                                                                 | 「Star-mine」                                     | ゲーム『学園アイドルマスター』関連曲 |
| 2025年11月19日 | Begrazia 1st Single「Star-mine」                                              | 花海佑芽（松田彩音）                                                     | 「Star-mine」                                     | ゲーム『学園アイドルマスター』関連曲 |